# Gateway-Pass
Der Gateway-Pass ist ein 8 km langer Gebirgspass im Osten der Alexander-I.-Insel vor der Westküste der Antarktischen Halbinsel. Er verläuft zwischen dem Astartehorn und dem Offset Ridge.
Das britische Directorate of Overseas Surveys kartierte ihn in Zusammenarbeit mit dem United States Geological Survey anhand von Satellitenbildern der NASA. Das UK Antarctic Place-Names Committee benannte ihn 1974 so, weil er vom Kopfende den Venus-Gletschers einen Zugang zum Landesinneren der Alexander-I.-Insel bietet.